# Long Hưng, Gò Công
Long Hưng là một phường thuộc thành phố Gò Công, tỉnh Tiền Giang, Việt Nam.

## Địa lý
Phường Long Hưng nằm ở phía đông thành phố Gò Công, có vị trí địa lý:
- Phía đông giáp huyện Gò Công Đông
- Phía tây giáp các phường 1, 2, Long Chánh
- Phía nam giáp phường Long Thuận
- Phía bắc giáp xã Tân Trung.

Phường Long Hưng có diện tích 6,51 km², dân số năm 2022 là 11.201 người, mật độ dân số đạt 1.720 người/km².

## Hành chính
Phường Long Hưng được chia thành 4 khu phố: Hưng Hòa, Hưng Phú, Hưng Thạnh, Lăng Hoàng Gia.

## Lịch sử
Xã Long Hưng trước đây là thôn Thuận Tắc, thôn Thuận Ngãi, thôn Tân Niên Đông.
Thời Gia Long, thôn Thuận Tắc và thôn Thuận Ngãi thuộc tổng Hòa Bình.
Thời Minh Mạng, thôn Thuận Tắc đổi tên thành thôn Bình Thuận Tây, thôn Thuận Ngãi đổi tên thành thôn Bình Thuận Đông thuộc tổng Hòa Lạc.
Năm 1840, vùng đất này là huyện lỵ của huyện Tân Hòa thuộc phủ Hòa Thành, tỉnh Gia Định.
Năm 1852, nhập vào phủ Tân An thuộc tỉnh Gia Định.
Sau ngày 30 tháng 4 năm 1975, một phần ấp Bờ Kinh, một phần ấp Cầu Bà Trà thuộc xã Tân Đông, ấp Lăng Hoàng Gia nhập thành xã Long Hưng thuộc huyện Đông, sau là huyện Gò Công Đông, tỉnh Tiền Giang.
Ngày 16 tháng 2 năm 1987, Hội đồng Bộ trưởng ban hành Quyết định số Quyết định số 37-HĐBT về việc thành lập xã Long Hòa thuộc thị xã Gò Công mới tái lập.
Ngày 30 tháng 4 năm 1987, chính thức thành lập xã Long Hưng trên cơ sở các ấp: Hưng Bình, Hưng Phú, Hưng Hòa, Lăng Hoàng Gia.
Ngày 23 tháng 6 năm 1994, Chính phủ ban hành Nghị định số 69-CP về việc thành lập Phường 3 trên cơ sở toàn bộ diện tích và nhân khẩu của ấp Hưng Bình; một phần diện tích và nhân khẩu của ấp Hưng Phú, xã Long Hưng.
Ngày 19 tháng 3 năm 2024, Ủy ban Thường vụ Quốc hội ban hành Nghị quyết số 1013/NQ-UBTVQH15 (nghị quyết có hiệu lực từ ngày 1 tháng 5 năm 2024) về việc:
- Thành lập phường Long Hưng thuộc thị xã Gò Công trên cơ sở toàn bộ diện tích tự nhiên 6,51 km² và dân số là 11.201 người của xã Long Hưng
- Thành lập thành phố Gò Công thuộc tỉnh Tiền Giang. Phường Long Hưng trực thuộc thành phố Gò Công.

Ngày 12 tháng 4 năm 2024, UBND tỉnh Tiền Giang ban hành Quyết định số 635/QĐ-UBND về việc chuyển các ấp Hưng Hòa, Hưng Phú, Hưng Thạnh, Lăng Hoàng Gia thành các khu phố có tên tương ứng.